# Dorfkirche Groß Kienitz

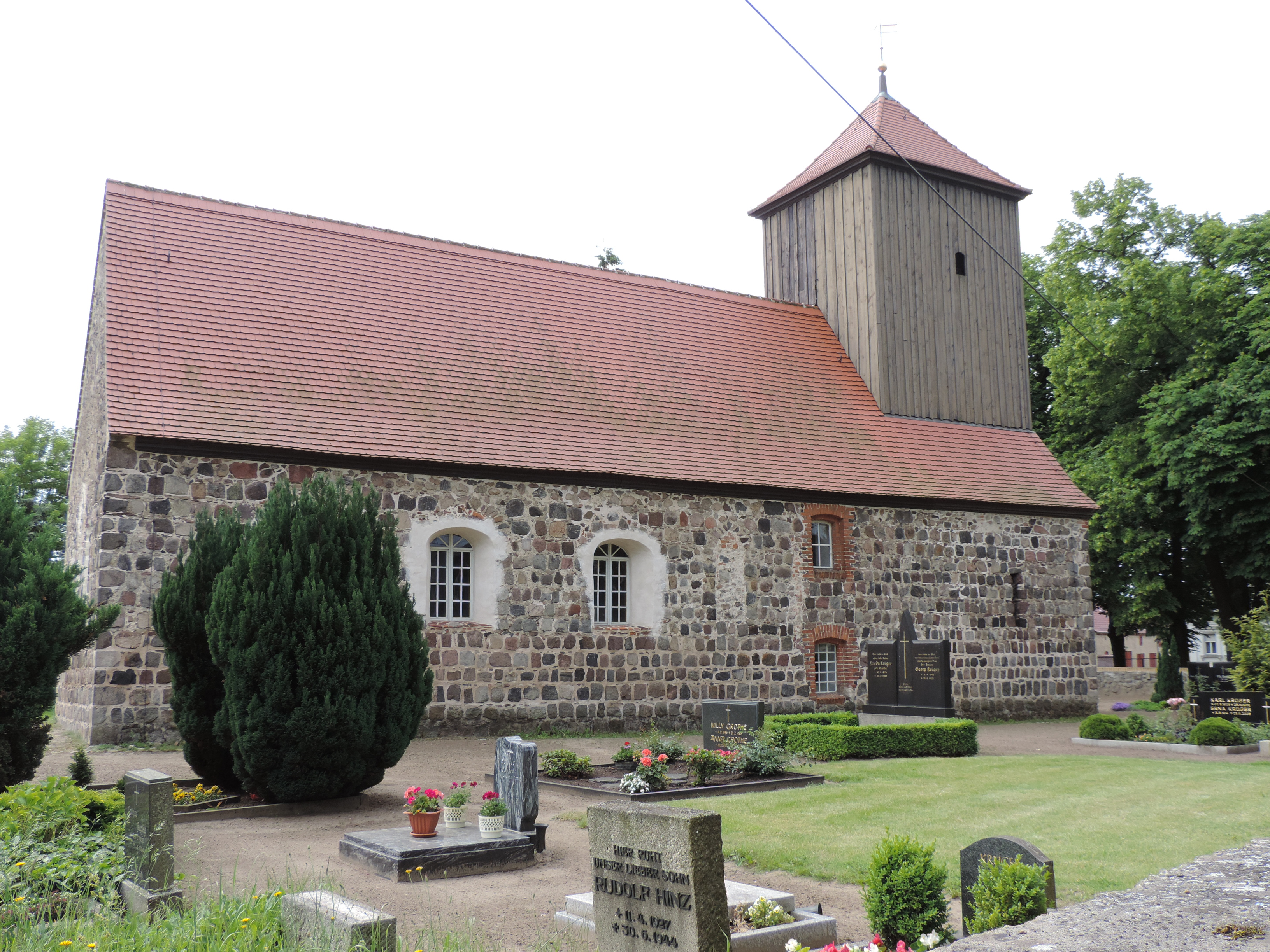
Dorfkirche Groß Kienitz

Die evangelische, denkmalgeschützte Dorfkirche Groß Kienitz steht in Groß Kienitz, einem Ortsteil der Gemeinde Blankenfelde-Mahlow im Landkreis Teltow-Fläming in Brandenburg. Die Kirchengemeinde gehört zum Kirchenkreis Neukölln der Evangelischen Kirche Berlin-Brandenburg-schlesische Oberlausitz.

## Beschreibung
Die Feldsteinkirche mit sechs Jochen wurde in der zweiten Hälfte des 13. Jahrhunderts gebaut. An der Südwand des Langhauses befindet sich ein Anbau. Im Grundriss der Saalkirche ist zwar ein Kirchturm im Westen angelegt, er wurde aber nicht ausgeführt, sondern 1737 oberhalb der Dachtraufe des Langhauses lediglich als ein mit Brettern verkleideter Dachturm gebaut, der mit einem Pyramidendach bedeckt ist. Über dem westlichen Joch erhebt sich aus dem Satteldach des Langhauses seit 1737 In seinem Glockenstuhl hängt eine Kirchenglocke, die im 14. Jahrhundert gegossen wurde.
Der Innenraum hat eine Empore im Westen. Er ist über fünf Joche mit einer Flachdecke überspannt, das sechste Joch unter dem Dachturm wurde abgetrennt. Zur Kirchenausstattung gehört ein Altarretabel von 1701 mit einem Bild des Abendmahls zwischen Säulen. Darüber im gesprengten Giebel ist eine Auge der Vorsehung zu sehen. Von der Kanzel von 1685 ist nur der Korb mit den Bildern der vier Evangelisten erhalten. Das 1607 gebaute Taufbecken ist aus Sandstein gefertigt.